# برانکو استینچیچ
برانکو استینچیچ (کرواتی: Branko Stinčić؛ ۱۷ دسامبر ۱۹۲۲ – ۱۲ اکتبر ۲۰۰۱) بازیکن فوتبال اهل کرواسی بود.
از باشگاه‌هایی که در آن بازی کرده‌است می‌توان به باشگاه فوتبال لوکوموتیو زاگرب، باشگاه فوتبال هایدوک اسپلیت، و باشگاه فوتبال دینامو زاگرب اشاره کرد.
وی همچنین در تیم ملی فوتبال یوگسلاوی بازی کرده‌است.